# Nieuw-Vennep vasútállomás
Nieuw-Vennep vasútállomás Hollandiában, Haarlemmermeer városában.

## Vasútvonalak
Az állomást az alábbi vasútvonalak érintik:
- Weesp–Leiden-vasútvonal

## Kapcsolódó állomások
A vasútállomáshoz az alábbi állomások vannak a legközelebb:
- Hoofddorp vasútállomás
- Sassenheim vasútállomás